# Aleid Wolfsen
Aalt (Aleid) Wolfsen (Kampen, 23 februari 1960) is een voormalig Nederlands politicus van de Partij van de Arbeid (PvdA). Hij was van 23 mei 2002 tot 1 januari 2008 lid van de Tweede Kamer der Staten-Generaal. Op 2 januari 2008 werd hij geïnstalleerd als burgemeester van de gemeente Utrecht, welke functie hij vervulde tot eind 2013. Sinds 1 augustus 2016 is hij voorzitter van de Autoriteit Persoonsgegevens.

## Levensloop
Na de middelbare school mavo, havo en vwo en het vervullen van de militaire dienstplicht was Wolfsen van 1979 tot 1992 werkzaam als parketmedewerker bij de arrondissementsrechtbank in Zwolle. Wolfsen combineerde de werkzaamheden met een studie rechten aan de Rijksuniversiteit Groningen, die hij in 1993 voltooide. Hij was later griffier bij de arrondissementsrechtbank in Zwolle, van 1992 tot 1995. Tussen 1994 en 1998 was hij lid van de gemeenteraad van Oldebroek. Enkele gevolgde opleidingen zijn: parketsecretaris, bemiddelaar en Master of Public Administration, de Nederlandse School voor Openbaar Bestuur. Hij was hoofd afdeling juridische zaken en beleid, directie rechtspleging van het Ministerie van Justitie, 1995-1998. Van 1998 tot 2001 was hij rechter bij de arrondissementsrechtbank in Amsterdam en van 2001 tot 2002 vicepresident van de arrondissementsrechtbank in Haarlem. Wolfsen was lid van de Tweede Kamer der Staten-Generaal van 23 mei 2002 tot 1 januari 2008 en burgemeester van Utrecht van 2 januari 2008 tot 31 december 2013.
Hij werd bij de Tweede Kamerverkiezingen 2002 in het parlement gekozen. Bij de verkiezingen van 2003 en 2006 werd hij herkozen. In de Tweede Kamer hield Wolfsen zich onder meer bezig met justitie en Antilliaanse zaken. Met VVD-Kamerlid Frans Weekers nam hij in 2005 het initiatief om te komen tot een parlementair onderzoek naar de praktijk van het tbs-systeem. Met Joost Eerdmans van de LPF diende hij een initiatiefvoorstel over het verhogen van de maximale proeftijd voor misdrijven in, die tegen dieren zijn gericht.
In het najaar van 2007 stelde Wolfsen zich verkiesbaar voor het ambt van burgemeester van Utrecht. In een referendum op 10 oktober 2007 kreeg hij ruim 72 procent van de geldige stemmen, waarmee hij zijn partijgenoot Ralph Pans versloeg. Vanwege een minimale opkomst van negen procent (waarvan ongeveer 16% ongeldig was) werd de uitslag ongeldig verklaard. Op 11 oktober 2007 werd Wolfsen door de gemeenteraad van Utrecht alsnog voorgedragen als nieuwe burgemeester. Op 2 januari 2008 werd hij als burgemeester geïnstalleerd. Zijn plaats in de Tweede Kamer werd ingenomen door Jan Boelhouwer.
Op 1 mei 2013 maakte Wolfsen bekend dat hij geen tweede termijn wilde als burgemeester. In januari 2014 werd hij door Jan van Zanen van de VVD opgevolgd.